# Волынский, Фёдор Васильевич Щепа
Фёдор Васильевич Волынский (? — 1646) — воевода, окольничий, управляющий Поместного и Ямского приказов во времена правления Фёдора Ивановича, Бориса Годунова, Смутное время и царствование Михаила Фёдоровича.
Из дворянского рода Волынские. Второй сын воеводы Волынского Василия Яковлевича Щепа. Имел братьев: Петра, Ивана и Семёна Васильевичей Волынских, а также сестру, выданную замуж за Морозова Василия Петровича.

## Биография
Службу начал при царе Фёдоре Ивановиче. Стряпчий, подписался 01 августа 1598 года в акте по избранию на царство Бориса Годунова. В 1599-1600 годах воевода в Сургуте. В 1609 году первый воевода в Сургуте. В апреле 1613 года находился в числе делегатов посланных в Кострому просить Михаила Фёдоровича и его мать Ксению Ивановну прибыть, как можно скорее в Москву на царствование. В 1614 году стольник, назначен воеводой в Коломну. В 1615-1616 годах воевода в Новгороде-Северском. В 1618 году первый осадный воевода в Можайске, откуда 08 сентября писал Государю, что королевич Владислав от Можайска отошёл и пошёл со своими людьми по московской дороге на Москву. В 1619-1620 годах воевода в Самаре. В 1622-1624 годах первый воевода в Вязьме. В мае 1625 года во время богомольной поездки Государя в Троице-Сергиев монастырь сопровождал его, исполняя должность окольничего. В 1625-1628 годах воевода на Двине и в 1629 году отозван в Москву. В 1627-1629 годах упоминался московским дворянином. В 1629-1632 годах исполнял различные дворцовые службы при приёмах послов и не редко обедал у Государя. В январе 1630 года назначен управлять Поместным приказом и в 1632 году находился в этой должности. В 1633-1634 годах воевода в Дорогобуже, участвовал в боях с поляками, разгромив их. Пожалован 04 июня 1635 года в окольничие и в этот день обедал у Государя. В 1635-1638 годах в чине окольничего первый воевода в Астрахани. В 1638 году находился при городовом земляном деле в Москве. В 1640-1642 годах управляющий Ямским приказом. В марте 1640 года местничал с князем Борисом Александровичем Репниным, дело проиграл и по боярскому приговору заключён на несколько дней в тюрьму. В январе 1641 года верстал поместными и денежными окладами новиков детей боярских и ново крещённых всех городов.
Крупный землевладелец, имел поместья и вотчины в Московском, Рузском, Нижегородском и Рязанском уездах.
Умер в 1646 году и погребён в Троице-Сергиевом монастыре.

## Семья
Жена: Ирина Прокопьевна урождённая Ляпунова, дочь Прокопия Петровича Ляпунова, которая в 1647 году вместе с сыном Иваном Фёдоровичем получила поместье в Нижегородском уезде, а в 1648 году поместье в Рязанском уезде.
Дети:
Волынский Иван Фёдорович — воевода, окольничий и боярин.
Волынский Михаил Фёдорович — умер в 1641 году, погребён в Троице-Сергиевом монастыре.
Анна Фёдоровна — 1-я супруга боярина Шереметьева Петра Васильевича Большого, мать фельдмаршала Шереметьева Бориса Петровича, умерла в ноябре 1684 года.